# Brunyola
Brunyola település Spanyolországban, Girona tartományban. Brunyola Anglès, Bescanó, Vilobí d’Onyar, Santa Coloma de Farners és Osor községekkel határos. Lakosainak száma 395 fő (2024).

## Népesség
A település népessége az elmúlt években az alábbi módon változott:
| Lakosok száma | 252  | 1443 | 1043 | 916  | 403  | 348  | 373  | 391  | 383  | 395  |
|               | 1717 | 1887 | 1936 | 1960 | 1986 | 2004 | 2009 | 2014 | 2019 | 2024 |